# 洪玛奈
洪玛奈（羅馬化：Hŭn Manêt，發音：[hun maːnaet]；1977年10月20日—），柬埔寨政治人物與軍人、柬埔寨亲王、现任柬埔寨總理、柬埔寨國民議會議員兼四星上將。他是前任柬埔寨總理洪森與文拉妮的長子。

## 生平
1995年，18岁的洪玛奈进入美国西点军校就读，1999年5月29日毕业。同年9月进入纽约大学攻读经济学硕士学位，2002年获得学位。2008年，在英国布里斯托尔大学获得经济学博士。
回到柬埔寨后任柬埔寨唯一特種部隊成員。2007年与劳工职业培训部国务秘书毕桑潘的女儿结婚，2020年6月13日出任柬埔寨人民黨中央青年工作組組長。
2023年7月25日，在2023年柬埔寨大选中胜选的柬埔寨人民黨主席、首相洪森宣布下届首相交由长子洪玛奈担任。8月7日，國王诺罗敦·西哈莫尼頒布皇家法令，任命洪瑪奈為柬埔寨首相。新一届政府定于8月22日在國會信任投票後正式宣誓就职。
2023年8月22日，柬埔寨國會對洪瑪奈進行信任投票，125名議員中有123人投票支持，他正式成為柬埔寨總理。

## 荣誉
2023年9月2日，西哈莫尼国王授予他封号“亲王”（ Samdech）。